# Hőke
Hőke (Hăucești), település Romániában, a Partiumban, Bihar megyében.

## Fekvése
A Réz-hegység alatt, a Gyepes-patak közelében, Margittától délnyugatra fekvő település.

## Története
Hőke nevét 1808-ban említette először oklevél Hőke, Hencsesd néven.
A 19. század elején az Ödönfy örökösök, a Sárosy, Némethy és Horváth család voltak a település birtokosai.
1910-ben 177 görögkatolikus román lakosa volt.
A trianoni békeszerződés előtt Bihar vármegye Margittai járásához tartozott.